# Scytothamnaceae
Famille
Les Scytothamnaceae sont une famille d’algues brunes de l’ordre des Scytothamnales. 

## Étymologie
Le nom vient du genre type Scytothamnus, dérivé des mots grecs σκῦτος / skýtos, «  lanière de cuir ; fouet », et θάμνος / thamnos, « buisson ; herbe », littéralement « herbe à fouet ».

## Classification
En 2014, à la suite d'analyses génétiques, des algologues français ont proposé de réunir les trois genres Scytothamnus (en), Stereocladon (d) et Splachnidium (d) dans la seule famille des Splachnidiaceae, rendant de fait obsolète la famille de Scytothamnaceae.

## Liste des genres
Selon World Register of Marine Species (25 août 2017) :
- Scytothamnus (en) J.D.Hooker & Harvey, 1845
- Stereocladon (d) J.D.Hooker & Harvey, 1845
- Stereothalia (d) V.B.A.Trevisan, 1849 : synonyme de Stereocladon

Selon World Register of Marine Species (20 décembre 2021) :
- genre Stereocladon J.D.Hooker & Harvey, 1845
- genre Stereothalia V.B.A.Trevisan, 1849 : synonyme de Stereocladon